# Strip-tease chez Minsky
Pour plus de détails, voir Fiche technique et Distribution.
Strip-tease chez Minsky (titre original : The Night They Raided Minsky's) est un film américain réalisé par William Friedkin, sorti en 1968.

## Synopsis
New York, 1925 - Le Cabaret Burlesque Minsky propose des numéros affriolants qui lui valent d'être surveillé par Fowler, représentant la Société de Répression du Vice. L'arrivée de l'innocente Rachel, fille de pasteur amish, redistribue les cartes.

## Fiche technique
Sauf indication contraire, les informations mentionnées dans cette section peuvent être confirmées par la base de données cinématographiques IMDb,  présente dans la section « Liens externes ».
- Titre français : Strip-tease chez Minsky ou La Nuit de la découverte du strip-tease[1]
- Titre original : The Night They Raided Minsky's
- Réalisation : William Friedkin
- Scénario : Norman Lear, Arnold Schulman et Sidney Michaels d'après Rowland Barber
- Montage : Ralph Rosenblum
- Société de production : Tandem Productions
- Pays de production :  États-Unis
- Langue originale : anglais
- Format : Couleurs - 35 mm - Son mono
- Genre : Comédie
- Durée : 99 minutes
- Date de sortie :
  - États-Unis : 21 décembre 1968
  - France : 23 janvier 1970

## Distribution
- Jason Robards : Raymond Paine
- Britt Ekland : Rachel Schpitendavel
- Norman Wisdom : Chick Williams
- Forrest Tucker : Trim Houlihan
- Harry Andrews : Jacob Schpitendavel
- Joseph Wiseman : Louis Minsky
- Denholm Elliott : Vance Fowler
- Elliott Gould : Billy Minsky
- Jack Burns : Candy Butcher
- Bert Lahr : professeur Spats